# Louis Washkansky
Louis Washkansky (Kaunas, 1913-Ciudad del Cabo, 21 de diciembre de 1967) fue el receptor del primer trasplante de corazón humano.

## Biografía
Washkansky, lituano de origen judío, emigró en 1922 con su familia a Sudáfrica cuando tenía nueve años. Comenzó a trabajar en una tienda de ultramarinos en Ciudad del Cabo, Washkansky tomó parte en la Segunda Guerra Mundial luchando en África del Norte, Oriental e Italia.
Fue un gran deportista jugó al fútbol, natación y levantamiento de potencia. A pesar de esto, al cabo de unos años su salud comenzó a declinar sustancialmente: era diabético y tenía una enfermedad coronaria incurable que le ocasionaron tres infartos de miocardio. El último de estos tres conllevó una insuficiencia cardíaca.
En abril de 1966, Washkansky visitó el Hospital Groote Schuur de Sudáfrica debido a una enfermedad que padecía con anterioridad. Fue primeramente atendido por Barry Kaplan y posteriormente derivado con el cirujano surafricano Christiaan Barnard. Este llevó a cabo varias pruebas de laboratorio y un examen en profundidad del paciente y llegó a la conclusión de que no había nada que se pudiera hacer para ayudarle.
En enero de 1967, Washkansky fue derivado con el cardiólogo Mervyn Gotsman, del hospital Groote Schuur Hospital, debido a un problema. Allí fue sometido a una cateterización cardíaca, que confirmó un severo problema con su corazón y nuevamente fue derivado con Barnard para una potencial cirugía.

## Operación
Louis Washkansky recibió el trasplante el 3 de diciembre de 1967 en el Hospital Groote Schuur en Ciudad del Cabo, Sudáfrica. La operación tuvo una duración de nueve horas comenzando a la 1 a. m. cuando los cirujanos extirparon el corazón de Denise Darvall, una joven de 24 años que permanecía en muerte cerebral debido a un accidente de tráfico. La operación fue liderada por el profesor Christiaan Barnard.

## Resultado
A pesar de que Washkansky murió de neumonía dieciocho días después del trasplante, debido a la debilidad de su sistema inmune, Barnard consideró la operación como un éxito ya que el corazón trasplantado "no estaba siendo estimulado por ningún dispositivo eléctrico" sino que lo estaba siendo por el receptor.